# Kenji Ōshiba
Kenji Ōshiba (jap. 大柴 健二 Ōshiba Kenji; ur. 19 listopada 1973) – japoński piłkarz występujący na pozycji napastnika.

## Kariera klubowa
Od 1996 do 2003 roku występował w klubach Urawa Reds, Cerezo Osaka, Kashiwa Reysol i Yokohama FC.